# Animazione implicita
L'animazione implicita è un concetto nella progettazione dell'interfaccia utente in cui le animazioni possono essere programmate o disegnate entro vincoli preesistenti. Si distingue dall'animazione esplicita poiché implica la costruzione degli oggetti di animazione, impostando le loro proprietà e quindi applicando tali oggetti di animazione per l'oggetto che il progettista desidera sia animato.

## Esempi d'uso

### Core Animation della Apple

IMessage, esempio di Core Animation

Core Animation è un API per la visualizzazione dei dati, usata sotto il sistema operativo macOS per produrre un'interfaccia utente animata.
```
class
 
ViewController
:
 
UIViewController
 
{

    
var
 
myView
:
 
UIView
!

    

    
override
 
func
 
viewDidLoad
()
 
{

        
super
.
viewDidLoad
()

        
let
 
frame
 
=
 
CGRect
(
origin
:
 
CGPoint
.
zero
,
 
size
:
 
CGSize
(
width
:
 
100
,
 
height
:
 
100
))

        
myView
 
=
 
UIView
(
frame
:
 
frame
)

        
myView
.
backgroundColor
 
=
 
.
black

        
view
.
addSubview
(
myView
)

    
}

    
override
 
func
 
viewDidAppear
(
_
 
animated
:
 
Bool
)
 
{

        
super
.
viewDidAppear
(
animated
)

        

        
let
 
animation
 
=
 
CABasicAnimation
(
keyPath
:
 
"position.x"
)

        
animation
.
fromValue
 
=
 
CGPoint
.
zero

        
animation
.
toValue
 
=
 
view
.
bounds
.
size
.
width

        
animation
.
duration
 
=
 
0.5

        
animation
.
beginTime
 
=
 
CACurrentMediaTime
()
 
+
 
0.3

        
animation
.
repeatCount
 
=
 
4

        
animation
.
autoreverses
 
=
 
true

        
myView
.
layer
.
add
(
animation
,
 
forKey
:
 
nil
)

   
}

}

```

### Transizioni e Trasformazioni CSS

Logo di CSS

Il CSS (sigla di Cascading Style Sheets, in italiano fogli di stile a cascata), in informatica, è un linguaggio usato per definire la formattazione di documenti HTML, XHTML e XML, ad esempio i siti web e relative pagine web. 
```
div
 
{

  
transition
:
 
transform
 
1
s
;

}

div
:
hover
 
{

  
transform
:
 
scale
(
2
);

}

```

### Flutter

Logo di Flutter

Flutter è un framework open-source creato da Google per la creazione di interfacce native per iOS e Android, oltre ad essere il metodo principale per la creazione di applicazioni per Google Fuchsia.
```
import
 
'package:flutter/material.dart'
;

const
 
mela_url
 
=
 
'mela.jpg'
;

class
 
FadeInDemo
 
extends
 
StatefulWidget
 
{

  
_FadeInDemoState
 
createState
()
 
=>
 
_FadeInDemoState
();

}

class
 
_FadeInDemoState
 
extends
 
State
<
FadeInDemo
>
 
{

  
@
override

  
Widget
 
build
(
BuildContext
 
context
)
 
{

    
return
 
Column
(
children
:
 
<
Widget
>
[

      
Image
.
network
(
mela_url
),

      
TextButton
(

          
child
:
 
Text
(

            
'Mostra dettagli'
,

            
style
:
 
TextStyle
(
color
:
 
Colors
.
blueAccent
),

          
),

          
onPressed
:
 
()
 
=>
 
null
),

      
Container
(

        
child
:
 
Column
(

          
children
:
 
<
Widget
>
[

            
Text
(
'Tipo: mela'
),

            
Text
(
'Sapore: dolce'
),

            
Text
(
'Colore: rosso'
),

          
],

        
),

      
)

    
]);

  
}

}

class
 
MyApp
 
extends
 
StatelessWidget
 
{

  
@
override

  
Widget
 
build
(
BuildContext
 
context
)
 
{

    
return
 
MaterialApp
(

      
debugShowCheckedModeBanner
:
 
false
,

      
home
:
 
Scaffold
(

        
body
:
 
Center
(

          
child
:
 
FadeInDemo
(),

        
),

      
),

    
);

  
}

}

void
 
main
()
 
{

  
runApp
(

    
MyApp
(),

  
);

}

```

### WebGL

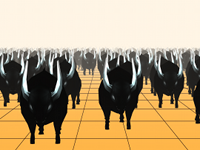
Screenshot di animazione WebGL

WebGL è una libreria grafica per il web (Web-based Graphics Library). È un contesto di HTML che fornisce un'API di grafica 3D per i browser web. Le specifiche sono ancora in costruzione. WebGL è gestito dal Khronos Group, un'organizzazione non profit.
```
chiavi
 
var
 
=
 
[
0
,
 
0.25
,
 
1
];

valori
 
var
 
=
 
[
new
 
THREE
.
Vector3
 
(
0
,
 
0
,
 
0
),

    
nuovo
 
TRE
.
Vettore3
 
(
0
,
 
1
,
 
0
),

    
nuovo
 
TRE
.
Vettore3
 
(
0
,
 
2
,
 
5
)];

```

### SVG

Esempio di animazione SVG

Scalable Vector Graphics (formato in .svg), indica un particolare formato che è in grado di visualizzare oggetti di grafica vettoriale e quindi di salvare immagini in modo che siano ingrandibili e rimpicciolibili a piacere senza perdere in risoluzione grafica.
```
<
svg
 
width
=
"500"
 
height
=
"100"
>

  
<
circle
 
id
=
"orange-circle"
 
r
=
"30"
 
cx
=
"50"
 
cy
=
"50"
 
fill
=
"orange"
 
/>

  
  
<
animate
 
           
xlink:href
=
"#orange-circle"

           
attributeName
=
"cx"

           
from
=
"50"

           
to
=
"450"
 
           
dur
=
"1s"

           
begin
=
"click"

           
fill
=
"freeze"
 
/>

</
svg
>

```

### Canvas HTML5

Esempio di animazione ottenibile con Canvas

Canvas è un elemento dello standard HTML5 che permette il rendering dinamico di immagini bitmap attraverso un linguaggio di scripting.
```
this
.
rand
 
=
 
function
(
rMi
,
 
rMa
){
return
 
~~
((
Math
.
random
()
*
(
rMa
-
rMi
+
1
))
+
rMi
);};

this
.
hitTest
 
=
 
function
(
x1
,
 
y1
,
 
w1
,
 
h1
,
 
x2
,
 
y2
,
 
w2
,
 
h2
){
return
 
!
(
x1
 
+
 
w1
 
<
 
x2
 
||
 
x2
 
+
 
w2
 
<
 
x1
 
||
 
y1
 
+
 
h1
 
<
 
y2
 
||
 
y2
 
+
 
h2
 
<
 
y1
);};

```